# Outbreak Company: Moeru Shinryakusha
Outbreak Company: Moeru Shinryakusha (jap. アウトブレイク・カンパニー 萌える侵略者, Autobureiku Kampanī: ~, dt. etwa: „[Krankheits- ]Ausbruch-Unternehmen: Die Moe-Eroberer“) ist eine japanische Romanreihe von Ichirō Sakaki, die auch als Manga und Anime adaptiert wurde.

## Handlung
Protagonist der Handlung ist der Otaku (Anime- und Mangafan) Shin’ichi Kanō (加納 慎一), dessen Liebesantrag von einer langjährigen Bekannten mit Hinweis auf sein Hobby schroff abgewiesen wurde, woraufhin er sich gesellschaftlich abkapselte. Nach einem Jahr stellen ihn seine Eltern vor die Wahl, wieder zur Schule oder sich eine Arbeit zu suchen. Daraufhin bewirbt er sich beim Unternehmen Sōgo Entertainment Shōsha Amutec-sha (総合エンターテイメント商社アミュテック社, „Allgemeines Unterhaltungshandelsunternehmen Amutec“), die einen Otaku suchen. Beim Bewerbungsgespräch wird er von Jinzaburō Matoba (的場 甚三郎) jedoch betäubt.
Als er wieder zu sich kommt findet er sich in einer unbekannten Umgebung wieder und erblickt zu seinem Entzücken als Otaku ein niedliches Dienstmädchen, das erst in einer unbekannten Sprache zu ihm spricht und ihm dann einen Ring gibt, mittels der er ihre Sprache verstehen kann und sich als Myusel Fourant vorstellt. Kurz darauf erscheint die Obergefreite der japanischen Bodenselbstverteidigungsstreitkräfte Minori Koganuma (古賀沼 美埜里), sowie Matoba, der sich als Leiter der zum Kabinettsbüro gehörenden „Behörde zum Austausch und Förderung fernöstlicher Kultur“ (極東文化交流推進局, kyokutō bunka kōryū suishin kyoku) vorstellt. Die japanische Regierung fand vor einem Jahr ein Dimensionsportal in Aokigahara, dessen Ausgang in eine andere Welt führt, in der Magie existiert, im Speziellen zum „Heiligen Kaiserreich Eldant“ (神聖エルダント帝国, shinsei Erudanto teikoku), in dem er sich momentan befindet. Um gütliche Beziehungen mit diesem zu erreichen, entwickelte die japanische Regierung die Idee Eldant die moderne japanische Kultur, insbesondere Anime, Manga und Computerspiele, näherzubringen und gründete dafür gemeinsam mit diesem das halbstaatliche Unternehmen Amutec. Da nach Matoba es jedoch nur schiefgehen würde, wenn Beamte sich daran versuchen würden, wurde ein Otaku gesucht, so dass Shin’ichi jetzt Generaldirektor des Unternehmens ist. Dafür wurde ihm das Herrenhaus, in dem er sich befindet, zur Verfügung gestellt, mit der Halbelfin Myusel als persönlichem Dienstmädchen und dem Echsenmenschen Brooke Darwin als Gärtner.
Bei seiner ersten Audienz mit der 16-jährigen Kaiserin Petralka an Eldant III. (ペトラルカ・アン・エルダント三世, Petoraruka An Erudanto sansei) kommt es fasst zum Eklat, als er diese wegen ihrer kindlichen Statur kleines Mädchen bezeichnet, was als Lob (siehe Lolicon) gemeint war, was Matoba jedoch noch mit Hinweis auf kulturelle Unterschiede glätten kann. Nachdem Garius en Cordobal (ガリウス・エン・コルドバル, Gariusu En Korudobaru), Cousin der Kaiserin, seine Position darlegt, andere und damit potentiell schädliche kulturelle Einflüsse von vornherein zu unterbinden und Shin’ichi dies damit kontert, dass nur Dummköpfe Fremdes ohne dessen wahre Natur zu kennen ablehnen, ist Petralka auf Grund seines Mutes sehr angetan von Shin’ichi und verspricht ihm ihre volle Unterstützung.
Shin’ichi errichtet dann ein Kulturzentrum in dem Manga gelesen, Animes geschaut und Computerspiele gespielt werden können, mit Myusel und Brooke als erste Testpersonen, wobei er ersterer auch die japanische Schrift beibringt, wozu sich dann auch Petralka gesellt. Er stößt dann jedoch auf grundsätzliche Probleme: nicht nur erlauben die Ringe nur die Übersetzung von Gedanken, so dass das Japanisch der Manga und Anime nicht verstanden werden kann, sondern auch tiefgreifende kulturelle Differenzen. Nur ein geringer Teil der Bevölkerung kann überhaupt lesen und von diesen können auch nur Wohlhabende sich Bücher leisten. Ein großer Teil der Bevölkerung besteht aus Nichtmenschen – Halbelfen wie Myusel und Echsenmenschen wie Brooke –, die als minderwertig betrachtet werden und erst Bürgerrechte erhalten, wenn sie bereits als Kinder an Militärtraining teilnehmen. Da diese dann noch ihren Eltern auf den Feldern helfen müssen, haben diese schlicht keine Zeit Lesen und Schreiben zu lernen. Daneben gilt es vollkommen normal, dass Diener von ihren Herren körperlich gezüchtigt werden. Minori erzählt ihm, dass kulturelle Unterschiede sind, die er hinnehmen muss. Als Petralka aus Eifersucht auf Myusel, dass diese soviel Zeit Shin’ichi verbringt, Myusel mit übelsten rassistischen Kommentaren überzieht, platzt Shin’ichi fast der Kragen. Er erklärt Petralka, dass in seiner Kultur die Grundsätze von Freiheit, Brüderlichkeit und Gleichheit gelten, wobei er erkennt, dass es letzteres Wort erst gar nicht in der Sprache Eldants existiert. Petralka befiehlt ihm daher auch ihr Japanisch und damit seine Kultur näherzubringen. Shin’ichi wiederum sieht sich nun mit der Frage konfrontiert, inwieweit er in die Kultur Eldants eingreifen darf.
Im Laufe der Zeit freundet sich Petralka auch mit Myusel an, vor allem nachdem diese Petralkas Leben bei einem Anschlag von Extremisten rettete, die gegen Petralkas Gleichstellungspolitik waren. Später gesellt sich die naive Werwölfin Elvia Harneiman (エルビア・ハーナイマン, Erubia Hānaiman) hinzu, die als Spionin des Nachbarkönigreichs gefangen genommen wurde. Shin’ichi setzt sich bei Petralka dafür ein ihr Leben zu verschonen, vor allem weil diese eine attraktive Kemonomimi ist, was Petralka zwar durchschaut, aber widerwillig Shin’ichis Bitte stattgibt, nachdem dieser sie darauf hinweist, dass man Elvia als Doppelagentin benutzen könnte. Diese zieht damit ebenfalls bei Shin’ichi als seine persönliche Künstlerin (d. h. Manga-Zeichnerin) ein.

## Veröffentlichung
Die Light Novel (bebilderter Roman) wurde von Ichirō Sakaki geschrieben und erschien bei Kōdanshas Light-Novel-Imprint Kōdansha Ranobe Bunko, wobei es eines der Werke war mit denen das Imprint im Dezember 2011 startete. Die Illustrationen wurden von Yūgen gezeichnet.
Insgesamt erschienen bis August 2017 18 Bände:
1. 2. Dezember 2011, ISBN 978-4-06-375203-8
2. 28. Dezember 2011, ISBN 978-4-06-375211-3
3. 2. Mai 2012, ISBN 978-4-06-375237-3
4. 31. August 2012, ISBN 978-4-06-375255-7
5. 30. November 2012, ISBN 978-4-06-375271-7
6. 2. Mai 2013, ISBN 978-4-06-375306-6
7. 30. August 2013, ISBN 978-4-06-375323-3
8. 1. November 2013, ISBN 978-4-06-375337-0
9. 28. Februar 2014, ISBN 978-4-06-375340-0 (normal),
 ISBN 978-4-06-358484-4 (limitiert mit Hörspiel)
10. 30. Mai 2014, ISBN 978-4-06-375359-2
11. 2. Oktober 2014, ISBN 978-4-06-375360-8
12. 27. Februar 2015, ISBN 978-4-06-381443-9
13. 31. Juli 2015, ISBN 978-4-06-381463-7
14. 2. Dezember 2015, ISBN 978-4-06-381505-4
15. 1. Juli 2016, ISBN 978-4-06-381521-4
16. 2. Dezember 2016, ISBN 978-4-06-381552-8
17. 31. März 2017, ISBN 978-4-06-381591-7
18. 2. August 2017, ISBN 978-4-06-381611-2

Seit dem 2. November 2012 erscheint der Roman in Übersetzung in Taiwan auf Chinesisch bei Jianduan Chuban (Sharp Point Press). J-Novel Club veröffentlicht die Romanreihe auf Englisch als E-Book seit dem 28. September 2017.

## Adaptionen

### Manga
Vom 25. September 2012 (Ausgabe 25 bzw. 11/2012) bis 7. November 2014 (Ausgabe 49 bzw. 12/2014) lief in Kōdanshas Manga-Magazin Good! Afternoon eine Manga-Adaption. Diese wird von Kiri Kajiya basierend auf Ichirō Sakakis Text und Yūgens Character Design gezeichnet. Die Kapitel wurden in vier Sammelbänden (Tankōbon) zusammengefasst:
1. 6. September 2013, ISBN 978-4-06-387916-2
2. 7. Oktober 2013, ISBN 978-4-06-387925-4
3. 6. Juni 2014, ISBN 978-4-06-387975-9
4. 7. Januar 2015, ISBN 978-4-06-388027-4

### Anime
Am 24. April 2013 wurde in Kōdanshas Shūkan Shōnen Magazine Ausgabe 21/22 die Adaption der Romanreihe als Anime bekanntgegeben. Diese stellt nach Scrapped Princess (2003), Strait Jacket (2007/8), Magician’s Academy (2008) und Shinkyoku Sōkai Polyphonica (2007–2009) das fünfte Werk von Ichirō Sakaki dar, das als Anime umgesetzt wurde.
Animiert wird Outbreak Company von Studio feel. unter der Regie von Kei Oikawa und dem Character Design von Takashi Mamezuka.
Die 12 Folgen liefen vom 4. Oktober bis 20. Dezember 2013 nach Mitternacht (und damit am vorigen Fernsehtag) auf TBS im Großraum Kantō an, am 8. Oktober folgte MBS im Großraum Kinki, am 11. Oktober CBC im Großraum Nagoya (Chūkyō), sowie am 13. Oktober landesweit per Satellit auf BS-TBS. Die Serie adaptiert dabei die ersten drei Bände der Romanreihe.
Eine englisch untertitelte Fassung wird als Simulcast zur japanischen Erstausstrahlung auf Crunchyroll für Nordamerika gestreamt. Eine koreanische Fassung läuft seit dem 9. Oktober 2013 auf Aniplus.
Sentai Filmworks lizenzierte die Heimvideo-Veröffentlichung des Animes für Nordamerika.

#### Musik
Der Soundtrack zur Serie stammt von Keiji Inai. Der Vorspanntitel Univer Page (ユニバーページ, Yunibā Pēji) wurde von Shō Watanabe getextet und komponiert und von Suzuko Mimori gesungen. Der Abspanntitel Watashi no Hōsekibako (私の宝石箱, „mein Schmuckkästchen“) wurde wiederum von Yūyu getextet und komponiert und von „Petralka an Eldant III. (Mai Fuchigami)“ gesungen.

#### Synchronsprecher
Die japanischen Rollennamen Crunchyroll.
| Rolle                   | japanischer Sprecher (Seiyū) |
| ----------------------- | ---------------------------- |
| Shin’ichi Kanō          | Natsuki Hanae                |
| Myusel Fourant          | Suzuko Mimori                |
| Petralka an Eldant III. | Mai Fuchigami                |
| Minori Koganuma         | Maaya Uchida                 |
| Jinzaburō Matoba        | Keiji Fujiwara               |
| Garius en Cordobal      | Shin’ichirō Miki             |
| Elvia Harneiman         | Sumire Uesaka                |